# Agaricus deserticola
Agaricus deserticola é um fungo que pertence ao gênero de cogumelos Agaricus na ordem Agaricales. Encontrado apenas no sudoeste e oeste da América do Norte, A. deserticola é adaptado para o crescimento em habitats secos ou semi-áridos. Ao contrário de outras espécies Agaricus, não desenvolve lamelas verdadeiras, mas sim um sistema complexo e uma rede de tecidos que produzem esporos chamada de gleba.